# Al-Sabkhah
Al-Sabkhah (tiếng Ả Rập: السبخة) là một thị trấn của Syria nằm ở huyện Raqqa, Raqqa. Theo Cục Thống kê Trung ương Syria (CBS), Al-Sabkhah có dân số 11,567 trong cuộc điều tra dân số năm 2004.